# Hirtella vesiculosa
Hirtella vesiculosa là một loài thực vật có hoa trong họ Cám. Loài này được Suess. mô tả khoa học đầu tiên năm 1937.